# Сіні
Сі́ні (італ. Sini, сард. Sini) — муніципалітет в Італії, у регіоні Сардинія, провінція Ористано.
Сіні розташоване на відстані близько 390 км на південний захід від Рима, 65 км на північ від Кальярі, 32 км на південний схід від Ористано.
Населення — 496 осіб (2014).

## Демографія
Населення за роками:

Станом на 1 січня 2023 року в муніципалітеті офіційно проживало 17 іноземців з 7 країн, серед них 4 громадяни країн Євросоюзу.

## Сусідні муніципалітети
- Бараділі
- Дженоні
- Дженурі
- Гоннозно